# آلخان-بارتس
آلخان-بارتس (به لاتین: Alkhan-Barts) یک کوه در روسیه و داغستان است که در شهرستان نوولاکسکی واقع شده‌است. آلخان-بارتس ۳۲۲ متر بالاتر از سطح دریا واقع شده‌است.